# Orthomorpha willeyi
Orthomorpha willeyi är en mångfotingart som beskrevs av Carl 1932. Orthomorpha willeyi ingår i släktet Orthomorpha och familjen orangeridubbelfotingar. Inga underarter finns listade i Catalogue of Life.